# Список действительных членов ВАСХНИЛ и РАСХН
Полный список учёных, являвшихся действительными членами (академиками)  ВАСХНИЛ и РАСХН. Всего 490 академиков. 

## Действительные члены (академики)Всесоюзной академии сельскохозяйственных наук имени Ленина(ВАСХНИЛ), утверждённые в 1935 и 1938 годах
1. Александров, Иван Гаврилович (1875—1936)
2. Бондаренко, Александр Степанович (1893—1941)
3. Брицке, Эргард Викторович (1877—1953)
4. Вавилов, Николай Иванович (1887—1943)
5. Вильямс, Василий Робертович (1863—1939)
6. Высоцкий, Георгий Николаевич (1865—1940)
7. Гайстер, Арон Израилевич (1899—1937)
8. Глушков, Виктор Григорьевич (1883—1937)
9. Горячкин, Василий Прохорович (1868—1935)
10. Давид, Рудольф Эдуардович (1887—1939)
11. Жуковский, Пётр Михайлович (1888—1975)
12. Завадовский, Борис Михайлович (1895—1951)
13. Завадовский, Михаил Михайлович (1891—1957)
14. Иванов, Михаил Фёдорович (1871—1935)
15. Кедров-Зихман, Оскар Карлович (1885—1964)
16. Келлер, Борис Александрович (1874—1945)
17. Кольцов, Николай Константинович (1872—1940)
18. Константинов, Пётр Никифорович (1877—1959)
19. Костяков, Алексей Николаевич (1887—1957)
20. Кулагин, Николай Михайлович (1860—1940)
21. Лисицын, Пётр Иванович (1877—1948)
22. Лискун, Ефим Федотович (1873—1958)
23. Лурье, Давид Герцевич (1899—1939)
24. Лысенко, Трофим Денисович (1898—1976)
25. Мальцев, Александр Иванович (1879—1948)
26. Марголин, Лев Соломонович (1895—1937)
27. Мейстер, Георгий Карлович (1873—1943)
28. Мичурин, Иван Владимирович (1855—1935)
29. Мосолов, Василий Петрович (1888—1951)
30. Мультановский, Борис Помпеевич (1876—1938)
31. Муралов, Александр Иванович (1886—1938)
32. Оппоков, Евгений Владимирович (1869—1938)
33. Оболенский, Валериан Валерианович (1887—1938)
34. Пашкевич, Василий Васильевич (1856—1939)
35. Перов, Сергей Степанович (1889—1967)
36. Прянишников, Дмитрий Николаевич (1865—1948)
37. Рихтер, Андрей Александрович (1871—1947)
38. Рождественский, Борис Николаевич (1874—1943)
39. Ротмистров, Владимир Григорьевич (1866—1941)
40. Рудницкий, Николай Васильевич (1877—1953)
41. Серебровский, Александр Сергеевич (1892—1948)
42. Сиваченко, Михаил Степанович (1897—1943)
43. Скрябин, Константин Иванович (1878—1972)
44. Соколовский, Алексей Никанорович (1884—1959)
45. Тулайков, Николай Максимович (1875—1938)
46. Тушнов, Михаил Павлович (1879—1935)
47. Цицин, Николай Васильевич (1898—1980)
48. Шмук, Александр Александрович (1886—1945)
49. Шредер, Рихард Рихардович (1867—1944)
50. Эйхфельд, Иоган Гансович (1893—1989)
51. Яковлев, Яков Аркадьевич (1896—1938)
52. Якушкин, Иван Вячеславович (1885—1960)

## Действительные члены (академики) ВАСХНИЛ, утверждённые в 1948 году
1. Авакян, Артавазд Аршакович (1907—1966)
2. Баранов, Павел Александрович (1889—1985)
3. Беленький, Нео Гдальевич (1908—1997)
4. Бушинский, Владимир Петрович (1885—1960)
5. Варунцян, Исай Сергеевич (1898—1988)
6. Василенко, Иван Фомич (1894—1980)
7. Власюк, Пётр Антипович (1915—1980)
8. Гребень, Леонид Кондратьевич (1888—1980)
9. Демидов, Сергей Фёдорович (1905—1980)
10. Димо, Николай Александрович (1873—1959)
11. Долгушин, Донат Александрович (1903—1995)
12. Дьяков, Михаил Иудович (1878—1952)
13. Евреинов, Михаил Григорьевич (1883—1969)
14. Жданов, Леонид Афанасьевич (1890—1974)
15. Желиговский, Владислав Александрович (1891—1974)
16. Замарин, Евгений Алексеевич (1884—1962)
17. Канаш, Сергей Степанович (1896—1975)
18. Кварацхелия, Тарасий Караманович (1889—1951)
19. Колесник, Иван Данилович (1900—1953)
20. Кришчунас, Ионас Винцович (1888—1973)
21. Лаптев, Иван Данилович (1900—1979)
22. Лобанов, Павел Павлович (1902—1984)
23. Лукьяненко, Павел Пантелеймонович (1901—1973)
24. Меликов, Фируз Али-Оглы (1902—1965)
25. Муромцев, Сергей Николаевич (1898—1960)
26. Немчинов, Василий Сергеевич (1894—1964)
27. Ольшанский, Михаил Александрович (1908—1988)
28. Презент, Исаак Израилевич (1902—1969)
29. Самойлов, Иван Ильич (1900—1958)
30. Свирщевский, Бронислав Станиславович (1904—1954)
31. Селезнев, Владимир Петрович (1891—1954)
32. Ушакова, Елизавета Ивановна (1895—1967)
33. Шаров, Иван Александрович (1888—1970)
34. Юдин, Вадим Михайлович (1899—1970)
35. Яковлев, Павел Никанорович (1898—1957)

## Действительные члены (академики) ВАСХНИЛ, избранные в 1956—1991 годах
1. Авдонин, Николай Сергеевич (1903—1979)
2. Аверьянов, Сергей Фёдорович (1912—1972)
3. Агладзе, Гоготур Давидович (1930—2013)
4. Акималиев, Джамин Акималиевич (род. 1936)
5. Акмальханов, Шавкат Асамович (1933—2020)
6. Александров, Николай Павлович (1905—1986)
7. Алексахин, Рудольф Михайлович (1936—2018)
8. Алёшин, Евгений Павлович (1931—2014)
9. Алиев, Гулям Алиевич (1915—2009)
10. Алпатьев, Александр Васильевич (1900—1987)
11. Альсмик, Пётр Иванович (1917—1992)
12. Андреев, Николай Гаврилович (1900—1996)
13. Анискин, Владимир Ильич (1934—2008)
14. Анучин, Николай Павлович (1903—1984)
15. Арзуманян, Павел Рубенович (1923—2010)
16. Артамонов, Константин Филиппович (1910—1986)
17. Асанов, Касым Абуович (1931—2006)
18. Аскоченский, Александр Николаевич (1898—1973)
19. Атабеков, Иосиф Григорьевич (1934—2021)
20. Баев, Александр Александрович (1904—1994)
21. Бакулов, Игорь Алексеевич (1925—2010)
22. Балаев, Лев Григорьевич (1925—1997)
23. Бальмонт, Владимир Александрович (1901—1971)
24. Бараев, Александр Иванович (1908—1985)
25. Бахтадзе, Ксения Ермолаевна (1899—1978)
26. Белов, Алексей Дмитриевич (1928—1998)
27. Бессонов, Андрей Стефанович (1929—2005)
28. Богданов, Григорий Александрович (1930—2009)
29. Боев, Василий Романович (1922—2004)
30. Болтинский, Василий Николаевич (1904—1977)
31. Бондаренко, Николай Филиппович (1928—2003)
32. Бородин, Иван Фёдорович (1929—2010)
33. Брежнев, Дмитрий Данилович (1905—1982)
34. Будзко, Игорь Александрович (1910—1994)
35. Будин, Константин Захарович (1909—1999)
36. Будылкин, Геннадий Иванович (1934—1993)
37. Бузанов, Иван Феоктистович (1903—1984)
38. Бузенков, Гавриил Михайлович (1908—2012)
39. Букасов, Сергей Михайлович (1891—1983)
40. Бутенко, Раиса Георгиевна (1920—2004)
41. Вавилов, Пётр Петрович (1918—1984)
42. Вальдман, Эльмар-Антс Карлович (1928—2005)
43. Ванаг, Янис Фрицевич (1907—1986)
44. Василенко, Пётр Мефодиевич (1900—1999)
45. Виноградов, Владимир Николаевич (1924—1987)
46. Володарский, Николай Ильич (1911—1982)
47. Всяких, Алексей Семёнович (1912—1994)
48. Гаврилов, Алексей Максимович (1928—2015)
49. Гаджиев, Ягуб Гусейн оглы (1921—2009)
50. Галеев, Гайфутдин Салахутдинович (1911—1996)
51. Гаркавый, Прокофий Фомич (1908—1984)
52. Гладенко, Иван Никитович (1915—1991)
53. Глущенко, Иван Евдокимович (1907—1987)
54. Гончаров, Пётр Лазаревич (1929—2016)
55. Горбатов, Альфред Васильевич (1932—1995)
56. Горин, Вячеслав Тимофеевич (1931—1994)
57. Гуляев, Григорий Владимирович (1916—2003)
58. Гурьев, Борис Петрович (1929—1991)
59. Даниленко, Иосиф Абрамович (1903—1980)
60. Дебабов, Владимир Георгиевич род. 1935)
61. Дегтярёв, Владимир Павлович (1930—2024)
62. Дмитриев, Николай Григорьевич (1926—2002)
63. Дмитроченко, Александр Петрович (1900—1981)
64. Добрынин, Владимир Александрович (1924—2002)
65. Долгов, Игорь Асонович (1930—2016)
66. Дорофеев, Владимир Филимонович (1919—1987)
67. Дунин, Михаил Семёнович (1901—1993)
68. Егоров, Валентин Васильевич (1910—2001)
69. Емельянов, Алексей Михайлович (1935—2009)
70. Ермаков, Евгений Иванович (1929—2006)
71. Ершов, Владимир Степанович (1904—1988)
72. Ефимов, Виктор Никифорович (1929—2006)
73. Жебровский, Людвиг Северович (1934—2011)
74. Жученко, Александр Александрович (1935—2013)
75. Забродин, Василий Александрович (род. 1930)
76. Задонцев, Антон Иванович (1908—1971)
77. Заславская, Татьяна Ивановна (1927—2013)
78. Зубенко, Владимир Фёдорович (1928—2007)
79. Зыков, Юрий Дмитриевич (1922—2000)
80. Иванов, Вадим Тихонович (1937—2022)
81. Ивашов, Валентин Иванович (1929—2018)
82. Имамалиев, Абдували Имамалиевич (1931—1993)
83. Казьмин, Григорий Тихонович (1916—2001)
84. Калашников, Алексей Петрович (1918—2010)
85. Калиев, Гани Алимович (1938—2024)
86. Калиненко, Иван Григорьевич (1920—2000)
87. Калинина, Ида Павловна (1926—2015)
88. Карпенко, Александр Николаевич (1896—1991)
89. Каталымов, Михаил Васильевич (1907—1969)
90. Каштанов, Александр Николаевич (1928—2022)
91. Кириченко, Фёдор Григорьевич (1904—1988)
92. Кирюшин, Валерий Иванович (род. 1941)
93. Киселёв, Евгений Петрович (1939—2021)
94. Клечковский, Всеволод Маврикиевич (1900—1972)
95. Коваленко, Яков Романович (1906—1980)
96. Колеснев, Самуил Георгиевич (1896—1970)
97. Конарев, Василий Григорьевич (1915—2006)
98. Кондратьев, Роальд Борисович (1929—2017)
99. Конкин, Юрий Александрович (1931—2024)
100. Кореньков, Дмитрий Александрович (1920—1995)
101. Кормановский, Леонид Петрович (1931—2020)
102. Корнеев, Николай Андреевич (1923—2019)
103. Коромыслов, Георгий Фёдорович (1932—2003)
104. Кошкин, Лев Николаевич (1912—1992)
105. Красников, Валерий Владимирович (1922—2004)
106. Краснощёков, Николай Васильевич 1922—2011)
107. Кружилин, Иван Пантелеевич (род. 1930)
108. Крылатых, Эльмира Николаевна (род. 1933)
109. Кряжков, Валентин Митрофанович (1928—2016)
110. Кубышев, Владимир Алексеевич (1928—1989)
111. Куватов, Рашид Юсупбекович (1928—2016)
112. Кузьмин, Валентин Петрович (1893—1973)
113. Кулаковская, Тамара Никандровна (1919—1986)
114. Курсанов, Андрей Львович (1902—1999)
115. Ладан, Пантелеймон Ефимович (1908—1983)
116. Ларин, Иван Васильевич (1889—1972)
117. Липатов, Николай Никитович (1923—1994)
118. Лисавенко, Михаил Афанасьевич (1897—1967)
119. Листов, Пётр Николаевич (1902—1981)
120. Листопад, Георгий Ефремович (1923—1999)
121. Лихачёв, Николай Викторович (1901—1980)
122. Лоза, Григорий Матвеевич (1907—1981)
123. Лукинов, Иван Илларионович (1927—2004)
124. Лупашку, Михаил Феодосьевич (1928—2016)
125. Лучинский, Николай Дмитриевич (1899—1983)
126. Мазлумов, Аведикт Лукьянович (1896—1972)
127. Майсурян, Николай Александрович (1896—1967)
128. Макаров, Иван Павлович (1927—2011)
129. Максумов, Акбар Нусратуллаевич (1928—2001)
130. Мамытов, Аман Мамытович (1927—1999)
131. Мартыненко, Иван Иванович (1924—2006)
132. Маслов, Борис Степанович (1929—2015)
133. Мацепуро, Михаил Ефремович (1908—1972)
134. Медеубеков, Кыйлыбай Усенович (1929—2015)
135. Мелехов, Иван Степанович (1905—1994)
136. Мельдер, Адольф Эдуардович (1912—1976)
137. Метревели, Валериан Иосифович (1917—2004)
138. Милащенко, Николай Захарович (1932—2025)
139. Милованов, Виктор Константинович (1904—1992)
140. Милосердов, Владимир Васильевич (род. 1930)
141. Минеев, Василий Григорьевич (1931—2016)
142. Мирахмедов, Садык Мирахмедович (1926—1988)
143. Мирзаев, Махмуд Мирзаевич (1921—2002)
144. Мирцхулава, Цотне Евгеньевич (1920—2010)
145. Мкртчян, Шаген Арутюнович (1927—1995)
146. Можин, Владимир Потапович (1929—1996)
147. Мозгов, Иван Ефимович (1906—1990)
148. Моисеев, Никита Николаевич (1917—2000)
149. Моисеев, Николай Александрович (1929—2020)
150. Мурашко, Анатолий Иванович (1927—1990)
151. Муромцев, Георгий Сергеевич (1932—1999)
152. Мухамедгалиев, Фазул Мухамедгалиевич (1911—1989)
153. Нагорский, Игорь Станиславович (1931—2006)
154. Назаренко, Виктор Иванович (1931—2012)
155. Назаров, Сергей Иванович (1928—1999)
156. Негру-Водэ, Александр Степанович (1931—1978)
157. Неттевич, Энгель Данилович (1928—2000)
158. Неунылов, Борис Александрович (1908—1994)
159. Николаев, Алексей Иванович (1892—1981)
160. Никонов, Александр Александрович (1918—1995)
161. Новожилов, Капитон Васильевич (1928—2013)
162. Овсянников, Александр Иванович (1912—1977)
163. Овчинников, Юрий Анатольевич (1934—1988)
164. Охапкин, Анатолий Иванович (1930—1993)
165. Павловский, Евгений Семёнович (1923—2015)
166. Палфий, Фёдор Юрьевич (1925—1996)
167. Панников, Виктор Дмитриевич (1914—2012)
168. Панов, Николай Петрович (1924—2014)
169. Панфилов, Виктор Александрович (род. 1941)
170. Пенчуков, Виктор Макарович (1933—2015)
171. Петров, Рэм Викторович (род. 1930)
172. Погорелый, Леонид Владимирович (1934—2003)
173. Поляков, Анисим Александрович (1904—1990)
174. Поляков, Иван Михайлович (1909—1976)
175. Попов, Иван Семёнович (1888—1964)
176. Попов, Николай Фёдорович (1885—1973)
177. Пославский, Виктор Васильевич (1896—1979)
178. Потёмкин, Николай Дмитриевич (1885—1965)
179. Пошкус, Болюс Игнович (1930—2014)
180. Прищеп, Леонид Георгиевич (1923—1996)
181. Проскура, Илья Павлович (1922—1988)
182. Пупонин, Анатолий Иванович (1940—2000)
183. Пустовойт, Василий Степанович (1886—1972)
184. Пухальский, Анатолий Васильевич (1909—2008)
185. Рабочев, Иван Семёнович (1912—1986)
186. Ремесло, Василий Николаевич (1907—1983)
187. Рогов, Иосиф Александрович (1929—2017)
188. Романенко, Геннадий Алексеевич (род. 1937)
189. Росс, Юхан Карлович (1925—2002)
190. Ростовцев, Никита Фёдорович (1895—1987)
191. Рудаков, Григорий Михайлович (1925—1991)
192. Рунов, Борис Александрович (1925—2017)
193. Рунчев, Михаил Степанович (1913—2003)
194. Рухкян, Ашот Арамович (1903—1993)
195. Сабликов, Михаил Владимирович (1900—1984)
196. Самохин, Валентин Трофимович (1927—2012)
197. Саришвили, Наскид Григорьевич (1927—2002)
198. Саркисов, Арутюн Христофорович (1908—2001)
199. Свердлов, Евгений Давидович (род. 1938)
200. Свиридов, Алексей Александрович (1910—1983)
201. Севернёв, Михаил Максимович (1921—2012)
202. Седов, Евгений Николаевич (род. 1930)
203. Селиванов, Александр Иванович (1908—1976)
204. Семёнов, Виктор Анатольевич (1931—2010)
205. Сергеев, Сергей Степанович (1910—1999)
206. Сечняк, Лев Константинович (1924—2000)
207. Синещеков, Алексей Давыдович (1904—1974)
208. Синюков, Михаил Иванович (1924—1996)
209. Синягин, Ираклий Иванович (1911—1978)
210. Скоропанов, Степан Гордеевич (1910—1999)
211. Скрябин, Георгий Константинович (1917—1989)
212. Сметнев, Сергей Иванович (1899—1992)
213. Соболев, Сергей Степанович (1904—1980)
214. Созинов, Алексей Алексеевич (1930—2018)
215. Сокол, Павел Фёдорович (1914—1991)
216. Соколов, Борис Павлович (1897—1984)
217. Соколов, Владимир Евгеньевич (1928—1998)
218. Солнцев, Константин Михайлович (1914—1995)
219. Столяров, Дмитрий Павлович (1928—1993)
220. Сурин, Николай Александрович (род. 1937)
221. Сусидко, Пётр Иванович (1924—1998)
222. Сыроватка, Владимир Иванович (1931—2021)
223. Сыроечковский, Евгений Евгеньевич (1929—2004)
224. Сюрин, Василий Николаевич (1915—2004)
225. Тараканов, Герман Иванович (1923—2006)
226. Тихомиров, Михаил Иванович (1906—1977)
227. Тихонов, Владимир Александрович (1927—1994)
228. Трубилин, Иван Тимофеевич (1931—2014)
229. Турбин, Николай Васильевич (1912—1998)
230. Удачин, Сергей Александрович (1903—1974)
231. Урбан, Валерий Петрович (1918—2001)
232. Усманов, Саидмахмуд Ногманович (1929—2000)
233. Фадеев, Юрий Николаевич (1927—1988)
234. Фисинин, Владимир Иванович (род. 1939)
235. Фролов, Константин Васильевич (1932—2007)
236. Хаджинов, Михаил Иванович (1899—1980)
237. Хохлов, Иван Михайлович (1908—1983)
238. Худайкулиев, Атадурды (1930—1994)
239. Циков, Валентин Сергеевич (1923—2017)
240. Черекаев, Алексей Васильевич (1932—2010)
241. Черноиванов, Вячеслав Иванович (род. 1938)
242. Шатилов, Иван Семёнович (1917—2007)
243. Шевелуха, Виктор Степанович (1929—2018)
244. Шевцов, Виктор Михайлович (1940—2012)
245. Шевченко, Андрей Степанович (1911—1996)
246. Шипилов, Василий Семёнович (1924—1991)
247. Шишков, Владимир Петрович (1927—2001)
248. Шишов, Лев Львович (1930—2004)
249. Шманенков, Николай Александрович (1906—1994)
250. Шумаков, Борис Аполлонович (1889—1979)
251. Шумаков, Борис Борисович (1933—1997)
252. Шутьков, Анатолий Антонович (1931—2020)
253. Щербаков, Андрей Павлович (1941—2004)
254. Эрнст, Лев Константинович (1929—2012)
255. Юлдашев, Садриддин Ходжаевич (1917—1993)
256. Яблоков, Александр Сергеевич (1897—1973)
257. Ягодин, Борис Алексеевич (1930—2003)
258. Ямов, Василий Захарович (1933—2014)
259. Ярных, Владимир Сергеевич (1925—1992)

## Действительные члены (академики)РАСХН, избранные в 1992—2012 годах
1. Айдаров, Иван Петрович (род. 1932)
2. Аксёнова, Лариса Михайловна (род. 1945)
3. Алтухов, Анатолий Иванович (род. 1949)
4. Амерханов, Харон Адиевич (род. 1951)
5. Балакирев, Николай Александрович (род. 1947)
6. Баутин, Владимир Моисеевич (род. 1948)
7. Беспалова, Людмила Андреевна (род. 1947)
8. Беспахотный, Геннадий Васильевич (род. 1937)
9. Бледных, Василий Васильевич (1938—2017)
10. Буздалов, Иван Николаевич (1928—2018)
11. Быков, Валерий Алексеевич (род. 1938)
12. Василевич, Фёдор Иванович (род. 1949)
13. Вершинин, Александр Антонович (1941—1993)
14. Власенко, Анатолий Николаевич (1946—2023)
15. Войтович, Николай Васильевич (род. 1939)
16. Волков, Сергей Николаевич (род. 1951)
17. Воронин, Евгений Сергеевич (1938—2013)
18. Гамзиков, Геннадий Павлович (род. 1938)
19. Глуховцев, Владимир Всеволодович (1937—2017)
20. Голышин, Николай Михайлович (1930—2001)
21. Гончаренко, Анатолий Алексеевич (род. 1940)
22. Гордеев, Алексей Васильевич (род. 1955)
23. Горлов, Иван Фёдорович (род. 1949)
24. Григоров, Михаил Стефанович (1934—2017)
25. Гугля, Виктор Григорьевич (род. 1938)
26. Гудковский, Владимир Александрович (род. 1937)
27. Гулюкин, Михаил Иванович (род. 1944)
28. Долженко, Виктор Иванович (род. 1953)
29. Донник, Ирина Михайловна (род. 1955)
30. Донченко, Александр Семёнович (род. 1939)
31. Драгавцев, Виктор Александрович (род. 1935)
32. Дубенок, Николай Николаевич (род. 1949)
33. Дунин, Иван Михайлович (род. 1951)
34. Егоров, Иван Афанасьевич (род. 1946)
35. Ерёмин, Геннадий Викторович (род. 1932)
36. Ермоленко, Виталий Петрович (род. 1942)
37. Ерохин, Михаил Никитьевич (род. 1946)
38. Жученко, Александр Александрович (род. 1958)
39. Завражнов, Анатолий Иванович (род. 1939)
40. Захаренко, Владимир Андреевич (род. 1935)
41. Зволинский, Вячеслав Петрович (1947—2020)
42. Зиновьева, Наталия Анатольевна (род. 1970)
43. Зыкин, Владимир Александрович (1935—2021)
44. Иванов, Андрей Леонидович (род. 1956)
45. Измайлов, Андрей Юрьевич (род. 1961)
46. Казаков, Иван Васильевич (1937—2011)
47. Калашников, Валерий Васильевич (1950—2025)
48. Кальницкий, Борис Дмитриевич (1936—2018)
49. Кашеваров, Николай Иванович (род. 1954)
50. Кашин, Владимир Иванович (род. 1948)
51. Кизяев, Борис Михайлович (1938—2021)
52. Клейменов, Николай Иванович (1926—2004)
53. Клюкач, Валерий Александрович (1939—2016)
54. Ковалёв, Николай Георгиевич (1937—2017)
55. Кожухов, Николай Иванович (род. 1938)
56. Комов, Николай Васильевич (род. 1939)
57. Коровин, Рудольф Николаевич (1937—2005)
58. Косован, Анатолий Павлович (род. 1942)
59. Костяев, Александр Иванович (род. 1946)
60. Котлярова, Ольга Геннадиевна (1937—2012)
61. Кривцов, Николай Иванович (1945—2011)
62. Ксеневич, Иван Павлович (1937—2007)
63. Кузнецов, Владимир Васильевич (род. 1940)
64. Кузнецов, Михаил Сергеевич (1941—2024)
65. Кулик, Константин Николаевич (род. 1954)
66. Куликов, Иван Михайлович (род. 1955)
67. Курцев, Иосиф Владимирович (1937—2012)
68. Ладонин, Вадим Феопентович (1930—2007)
69. Лачуга, Юрий Фёдорович (род. 1942)
70. Левитин, Марк Михайлович (род. 1937)
71. Липатов, Никита Николаевич (1950—2006)
72. Липкович, Эдуард Иосифович (1936—2018)
73. Лисицын, Андрей Борисович (род. 1945)
74. Литвинов, Станислав Степанович (1946—2018)
75. Лукомец, Вячеслав Михайлович (род. 1966)
76. Лыков, Александр Михайлович (род. 1934)
77. Макаров, Юрий Анатольевич (1943—2019)
78. Михайличенко, Борис Петрович (1939—2000)
79. Михалёв, Анатолий Андреевич (1943—2017)
80. Мороз, Василий Андреевич (1937—2019)
81. Морозов, Николай Михайлович (род. 1934)
82. Надыкта, Владимир Дмитриевич (1946—2023)
83. Немцев, Николай Сергеевич (1935—2008)
84. Оганесянц, Лев Арсенович (род. 1948)
85. Павлюшин, Владимир Алексеевич (род. 1949)
86. Панин, Александр Николаевич (род. 1950)
87. Парахин, Николай Васильевич (1950—2016)
88. Першукевич, Пётр Михайлович (1943—2020)
89. Петриков, Александр Васильевич (род. 1957)
90. Петров, Владимир Иванович (1937—2023)
91. Петров, Николай Григорьевич (1932—1997)
92. Петров, Юрий Филиппович (1936—2012)
93. Петрова, Людмила Николаевна (1938—2021)
94. Пивоваров, Виктор Фёдорович (род. 1942)
95. Писаренко, Анатолий Иванович (1929—2020)
96. Поляков, Виктор Антонович (1943—2018)
97. Попов, Владимир Дмитриевич (род. 1949)
98. Прокофьев, Михаил Иванович (1935—2007)
99. Прохоренко, Пётр Никифорович (1937—2025)
100. Пучков, Юрий Михайлович (1937—2006)
101. Родин, Сергей Анатольевич (род. 1957)
102. Романенко, Александр Алексеевич (род. 1953)
103. Рядчиков, Виктор Георгиевич (1934—2020)
104. Савельев, Николай Иванович (1949—2016)
105. Савченко, Иван Васильевич (род. 1942)
106. Самуйленко, Анатолий Яковлевич (1948—2020)
107. Сандухадзе, Баграт Исменович (род. 1931)
108. Санин, Сергей Степанович (род. 1937)
109. Свинцов, Игорь Петрович (род. 1939)
110. Свириденко, Юрий Яковлевич (род. 1949)
111. Серков, Александр Фёдорович (1933—2024)
112. Сизенко, Евгений Иванович (1931—2016)
113. Скрябин, Константин Георгиевич (1948—2019)
114. Смирнов, Анатолий Михайлович (род. 1935)
115. Соколов, Михаил Сергеевич (1934—2019)
116. Солошенко, Владимир Андреевич (род. 1946)
117. Сотченко, Владимир Семёнович (род. 1937)
118. Спиридонов, Юрий Яковлевич (1938—2022)
119. Стребков, Дмитрий Семёнович (1937—2021)
120. Стрекозов, Николай Иванович (род. 1939)
121. Строев, Егор Семёнович (род. 1937)
122. Сысуев, Василий Алексеевич (род. 1948)
123. Сычёв, Виктор Гаврилович (род. 1955)
124. Тильба, Владимир Арнольдович (род. 1937)
125. Титов, Евгений Иванович (1945—2025)
126. Тихонович, Игорь Анатольевич (род. 1949)
127. Тютюнников, Анатолий Иванович (1927—1999)
128. Уша, Борис Вениаминович (род. 1940)
129. Ушачёв, Иван Григорьевич (род. 1938)
130. Хабаров, Станислав Николаевич (1938—2020)
131. Харитонов, Владимир Дмитриевич (род. 1941)
132. Харитонов, Евгений Михайлович (род. 1946)
133. Харченко, Пётр Николаевич (род. 1948)
134. Хицков, Иван Фёдорович (род. 1937)
135. Хлыстун, Виктор Николаевич (род. 1946)
136. Храмцов, Андрей Георгиевич (1936—2023)
137. Храмцов, Иван Фёдорович (1950—2023)
138. Чайка, Анатолий Климентьевич (1942—2015)
139. Чекмарёв, Пётр Александрович (род. 1961)
140. Черняев, Анатолий Алексеевич (1939—2022)
141. Шабунин, Сергей Викторович (род. 1961)
142. Щедрин, Вячеслав Николаевич (род. 1946)
143. Якушев, Виктор Петрович (род. 1949)
144. Янковский, Иван Евстафьевич (1936—2020)